# Lasionycta fergusoni
Lasionycta fergusoni es una especie de mariposa nocturna de la familia Noctuidae. 
Habita en bosques subalpinos desde el sur de la cordillera de las Cascadas del estado de Washington, pasando por Columbia Británica y Alberta, hasta el sur de Yukón.
Es nocturna; su envergadura es de 32-36 mm para los machos y 32-37 mm para las hembras. Los adultos vuelan desde finales de junio hasta mediados de agosto.
- Datos: Q6493406
- Multimedia: Lasionycta fergusoni / Q6493406
- Especies: Lasionycta fergusoni